# Варавайское (сельское поселение)
Варавайское — упразднённое муниципальное образование со статусом сельского поселения в составе Якшур-Бодьинского района Удмуртии. Административный центр — деревня Варавай.
Состав и границы поселения были определены Законом Удмуртской республики от 14 июля 2005 года № 44-РЗ «Об установлении границ муниципальных образований и наделении соответствующим статусом муниципальных образований на территории Якшур-Бодьинского района Удмуртской Республики».
Законом Удмуртской Республики от 11.05.2021 № 43-РЗ к 25 мая 2021 года упразднено в связи с преобразованием муниципального района в муниципальный округ.

## Географическое положение
Самое западное муниципальное образование района.
Варавайское сельское поселение находилось на северо-западе Якшур-Бодьинского района и граничит со:
- Старозятцинским сельским поселением на северо-востоке и востоке;
- Селтинским районом на северо-западе;
- Увинским районом на юге и западе.

## Состав поселения
| Название      | Тип населённого пункта          | Население 2010 год | Почтовый индекс | ОКАТО          |
| ------------- | ------------------------------- | ------------------ | --------------- | -------------- |
| Варавай       | Деревня, административный центр | 412                | 427113          | 94 250 810 001 |
| Билигурт      | Деревня                         | 7                  | 427113          | 94 250 810 010 |
| Даниловцы     | Деревня                         | 64                 | 427113          | 94 250 810 008 |
| Зеглуд        | Деревня                         | 265                | 427113          | 94 250 810 009 |
| Кочиш         | Деревня                         | 65                 | 427113          | 94 250 810 003 |
| Средний Уйвай | Деревня                         | 2                  | 427113          | 94 250 810 005 |
| Филимоновцы   | Деревня                         | 2                  | 427113          | 94 250 810 002 |

## Население
| 2010 | 2012 | 2013 | 2014 | 2015 | 2016 | 2017 |
| ---- | ---- | ---- | ---- | ---- | ---- | ---- |
| 653  | ↘642 | ↗643 | ↘622 | ↘587 | ↘576 | ↗579 |
| 2018 | 2019 | 2020 |      |      |      |      |
| ↘568 | ↗577 | ↘575 |      |      |      |      |